# Kreuz (Symbol)

Griechisches Kreuz

Das Kreuz ist ein weltweit verbreitetes Symbol, das insbesondere religiöse und kulturelle Bedeutung hat.

## Geschichte
Schon in der Frühzeit der Menschheit war das Kreuz ein Kultgegenstand, wie man aus archäologischen Funden weiß. Die Verwendung des Kreuzes geht zurück bis in die Steinzeit. In europäischen Kulthöhlen stellen Kreuze oft die ältesten Felsritzungen dar. Man vermutet allgemein in der Darstellung von vier miteinander verbundenen, einander gegenüberliegenden Kardinalpunkten eine religiöse Weltformel.

## Das Kreuz im Christentum

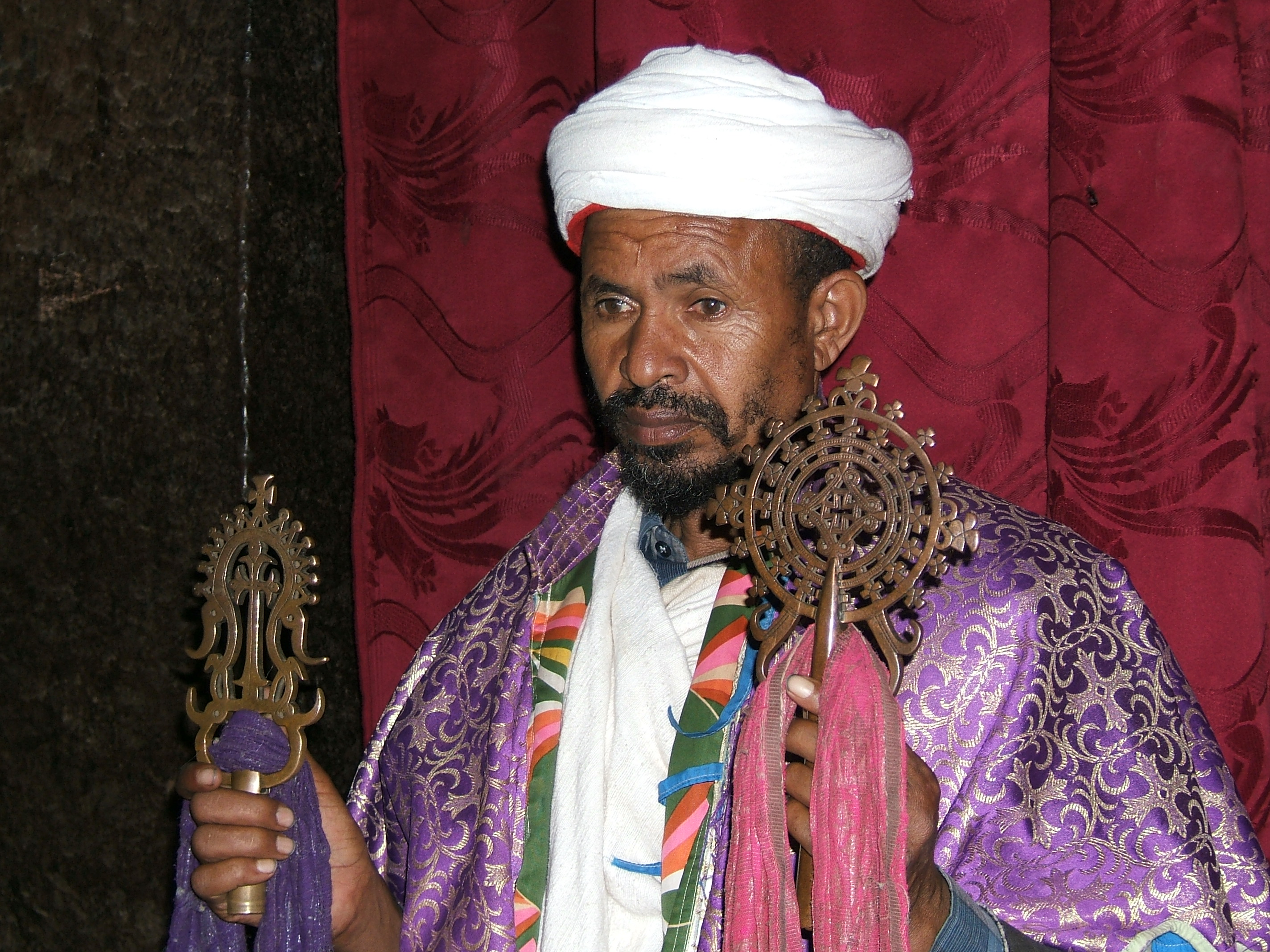
Priester der Äthiopisch-orthodoxen Tewahedo-Kirche mit speziellen Kreuzen

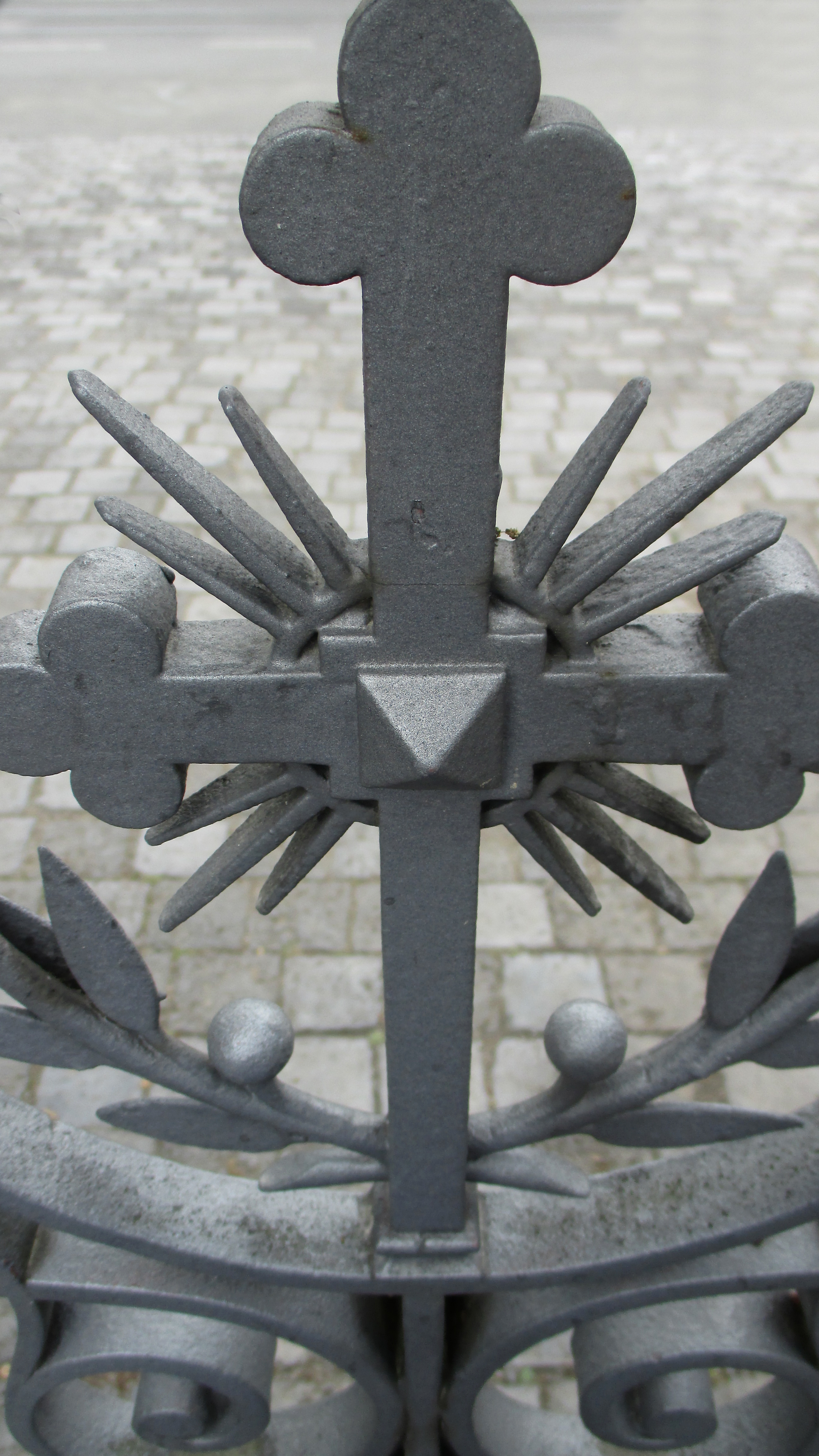
Kreuz im Kapellentor – Dresden Tolkewitz – Friedhof

Im Christentum symbolisiert der vertikale Balken die Beziehung zwischen Gott und dem Menschen. Der horizontale Balken des Kreuzes verbindet die Beziehung zwischen den Menschen. Heute ist das Kreuz besonders als Zeichen des Christentums verbreitet und wurde im Jahr 431 n. Chr. durch das Konzil von Ephesos offiziell als christliches Zeichen eingeführt. Das Zeichen leitet sich von der Kreuzigung Christi ab und ist in der christlichen Theologie eng mit dem Thema Schuld und Sühnung verbunden. Zudem wird das Kreuz verbreitet als Symbol verwendet, das mit dem Tod in Verbindung gebracht wird, und ist daher häufig auf christlichen Gräbern zu finden.
Weiterhin kann das Kreuz als Metapher für eine Bürde (auch Krankheit oder Behinderung), die im Leben ein Mensch zu bewältigen hat, verstanden werden. Positiv gedeutet wird das Symbol für Frieden und Erlösung in der christlichen Religion. Das Kreuz mit der Darstellung des gekreuzigten Jesus Christus nennt man Kruzifix.
Beispiele für Kreuze im christlichen Kontext:
- Christliches Kreuz und davon abgeleitet: Lateinisches Kreuz, Petruskreuz, Jerusalemkreuz, Keltenkreuz, Kreuz Christi, Kruzifix, Malteserkreuz/Johanniterkreuz, Templerkreuz, Schwarzes Kreuz des Deutschen Ordens, Patriarchenkreuz
- ein Weihekreuz zur Kirchweihe – an mehreren im Kirchenschiff verteilten Stellen
- das Gipfelkreuz auf Bergen
- Kreuzsäulen
- Symbol verschiedener Hilfsorganisationen, z. B. Weißes Kreuz, Rotes Kreuz, Grünes Kreuz, Blaues Kreuz, Schwarzes Kreuz
- das Symbol verschiedener Landesflaggen, siehe Andreaskreuz, Georgskreuz, Skandinavisches Kreuz, Schweizerkreuz

Das größte Kreuz der Welt ist Bestandteil des Monumento Nacional de Santa Cruz del Valle de los Caídos.

## Andere Kreuze
Viele Kreuze sind als gemeine Figur oder als Heroldsbild in der Heraldik in Gebrauch. Sie haben hier auch besondere Namen, die im Alltag nicht immer bekannt sind.
Viele Kreuze werden nach der Ausformung der Kreuzarme benannt und sind heraldische Erfindungen.
Die Kreuze werden oft in zwei Formen in der Wappenkunde dargestellt: die Grundform und wenn der untere Arm von den anderen Kreuzarmen abweichend spitz geformt gezeigt wird, ist das Kreuz ein gespitztes Kreuz oder ein Spitzkreuz, ohne dass sich an der sonstigen Bezeichnung viel ändert. Außerdem lassen sich die meisten Kreuze in den beiden Grundformen gemeines (griechisches) Kreuz mit gleich langen Armen und lateinisches (Hoch-)Kreuz darstellen, viele auch als Schrägkreuz (Andreaskreuz) in der X-Stellung.
| Ägyptisches Kreuz   | Das Ägyptische Kreuz oder Anch ist eine alte ägyptische Hieroglyphe und gleichzeitig das Symbol für Leben und Wiedergeburt. In der koptischen Kirche wird es heute noch in der Originalform verwendet. |
| Swastika            | Das Hakenkreuz, Sonnenkreuz oder die Swastika, im Lateinischen Crux Gammarum, gilt in Asien als Glücksbringer (sowohl im als auch gegen den Uhrzeigersinn); war in der frühen Kirche auch als christliches Symbol in Gebrauch; wurde Anfang des 20. Jahrhunderts zum Parteizeichen der NSDAP (Haken im Uhrzeigersinn, Balken diagonal). |
| ♣                   | In Kartenspielen mit traditionellen europäischen Spielkarten ist Kreuz meist die höchste Spielfarbe (Ausnahmen sind z. B. Poker, Bridge oder Jass). Es symbolisiert ein dreiblättriges Kleeblatt. Ursprünglich wurden bei solchen Spielkarten die heidnischen Symbole für die vier Elemente verwendet (z. B. Schwert, Stab/Pike, Kelch/Becher, Münze/Scheibe und Ableitungen, die sich aber immer in den Grundzügen ähneln). Aus dem Schwert (das ja auch eine kreuzähnliche Form aufweist) wurde im Laufe der Zeit das heute übliche Kleeblatt. |
| ♯                   | In der Musik ist ein Kreuz das Versetzungszeichen zur Erhöhung der Note um einen Halbton. |
| Lauburu             | Das Baskische Kreuz oder Lauburu. |
| Hände Gottes        | Die Hände Gottes (poln.: Ręce Boga) oder das Slawische Kreuz ist ein vorchristliches slawisches mythologisches Symbol des Obersten Gottes und des Universums. |
| Sonnenkreuz         | Radkreuz oder Sonnenkreuz. |
| Keltenkreuz         | Das Keltenkreuz, Hochkreuz oder Irisches Kreuz. |
| Gilgenkreuz         | Das Gilgenkreuz des Hauses Anjou und des Gigliato. |
| Kleeblattkreuz      | Das Kleeblattkreuz (auch Lazaruskreuz oder Brabanterkreuz), dessen Enden mit dem Kleeblatt verziert sind, wird in der Heraldik verwendet. |
| Kronenkreuz in Gold | Das Kronenkreuz ist das Zeichen der Diakonie und als solches markenrechtlich geschützt. |

Des Weiteren findet man das Kreuz
- in der Typografie als Schriftzeichen, das in wissenschaftlichen Ausgaben oft eine verderbte oder schwer lesbare Textstelle kennzeichnet, siehe Kreuz (Schriftzeichen);
- in der Genealogie das Symbol für den Todestag (†), siehe Genealogische Zeichen;
- in der Form von drei Kreuzen als eine Ersatzform der Unterschrift, die durch einen Notar beglaubigt werden muss;
- in der Mathematik als Pluszeichen für die Addition und, um 45° gekippt (×) auch als Zeichen für das Kreuzprodukt
- als Orden z. B. Eisernes Kreuz
- auf landwirtschaftlichen Flächen als Aktion Grüne Kreuze durch deutscher Landwirte
- auf Münzen verschiedener Münzstätten als Münzmeisterzeichen

## Kreuze in der Kunst
Auch in der Gegenwart spielt das Kreuz als Kunstwerk eine Rolle. So hat der Künstler Hermann Bigelmayr mit dem Kunstwerk „Das Kreuz im Nichts“ ein zentrales Orientierungssymbol auf dem überkonfessionellen Friedhof München-Riem geschaffen. Wenn der Betrachter in die Großplastik hineingeht, erkennt er in deren Zwischenräumen das christliche Kreuz. Gleichzeitig ist die Skulptur aber nach allen vier Himmelsrichtungen offen und symbolisiert so alle Religionen auf der Welt. Aufgrund des überkonfessionellen Ansatzes wurde das Kunstwerk vielfach Diskussionsstoff für politisch-religiöse Debatten in Bayern.